# Kammerkaroceras
Kammerkaroceras es un género de cefalópodos extintos del Jurásico Inferior perteneciente a la familia de los ammonoides Psiloceratidae.
La caparazón de Kammerkaroceras es involuta, todos los verticilos excepto el más externo oculto a la vista, discoidal con nervaduras sigmoidales que se ramifican a los lados y cruzan sobre el venter redondeado.